# リゲル (ロケット)

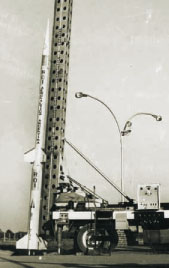

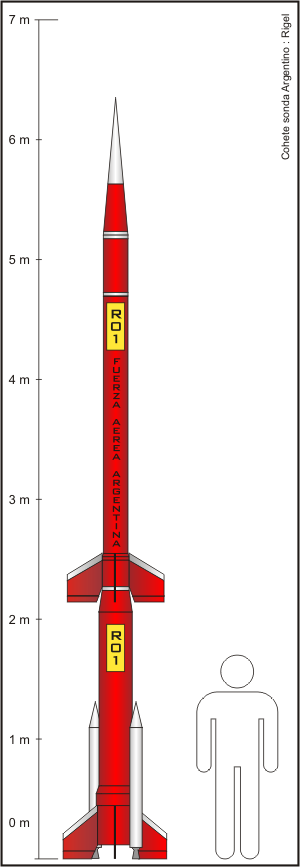
Rigel

リゲル（Rigel）はアルゼンチンの観測ロケット。2段式ロケットで、1段目はカノープス、2段目はオライオン2。1969年から1973年に7度打ち上げられた。

## データ
- 全重量: 330 kg
- ペイロード: 30 kg
- 全長: 6.23 m
- 直径: 0.21 m
- 高度: 310 k
- 初飛行: 1969-09-12.
- 最終飛行: 1973-11-19.
- 発射回数: 7